# ヴァーデルスロー
ヴァーデルスローまたはヴァーダースロー (ドイツ語: Wadersloh) はドイツ連邦共和国ノルトライン＝ヴェストファーレン州ミュンスター行政管区のヴァーレンドルフ郡南東部に位置する町村（以下、本項では便宜上「町」と記述する）である。ヴァーデルスロー町は、ヴァーデルスロー、ディーステッデ、リースボルンの3つの村落で構成されている。

## 地理
ヴァーデルスローは、南東はリップシュタット、南西はリッペタールと境を接している。ヴァーデルスロー近郊の都市には、リップシュタットのほかに、西のベックム、北東のレーダ＝ヴィーデンブリュック、南西のゾーストがある。

### 水域
この町の南東の町境はリッペ川が、東の町境はその支流のグレネ川が形成している。この町を流れる主要な川はリーゼ川であるが、ディーステッデ地区ではリーゼバッハ川およびミューレンバッハ川、ヴァーデルスロー地区ではロットバッハ川、リースボルン地区ではリーゼ川と呼ばれ、グレネ川に注ぐ。リーゼバッハ川（ミューレンバッハ川、ロットバッハ川、リーゼ川）の支流には、マイバッハ川、エンクハウスグラーベン川、ボクセルバッハ川、ハルスタービルケ川、ビースターバッハ川、リッセルバッハ川がある。このほかにバーゲバッハ川、クライバッハ川、ラントグラーベン川がこの町を流れている。ここに名前を挙げた川はいずれもライン水系に属している。北の町境をフォルトバッハ川が形成しているが、この川はエムス水系に属す。

## 歴史
ヴァーデルスローは1187年に初めて文献に記録された。農場のある教会村としてのヴァーデルスローはこれよりもかなり古い。ヴァーデルスローの農場や教会はザクセン朝の後期（9世紀）にまで遡ると見なされている。ミュンスターラントは中世のかなり遅くまで数多くの小さな集落が点在する森林地域であった。通常いくつかの農場が互いに目視できる距離にあった。多くの場合、その主農場が集落の名前となった。屋敷と農地との間にあった森 (Wald) に、この地域でよく見られる地名の語尾 -lo あるいは -loe を後につけて、ヴァーデルスロー (Wadersloh) とも呼ばれた。
Bozo と Bardo という名前の人物が貴族の女子修道院、後のリースボルン修道院の創設者とされている。彼らはシュトロムベルクの向かい側に主農場を所有しており、この農場がバルデスロー (Bardesloe) という名称であったといわれている。これから音韻推移した Wardesloe という名称は、教会の設立においても重要な役割を担っていた。この教会村は、古くはWarsloe (1193年)、Wadersloe (1217年)、Wardesloe (1498年) と表記されている。ヴァーデルスローは初めから教会村であり、教会を中心にここから農場へと放射状に道路が伸びていた。
住民は職人や商人であったが、通常は小規模な農業も営み、農業で暮らしていた。11世紀から12世紀にゆっくりと温暖になり（中世の温暖期）、収穫量が増して住民の暮らしは善くなっていった。農業技術上の発明もこれを後押しした。リップシュタットなどの都市が建設され、教会村は成長していった。
12世紀末にミュンスター司教区の統治に新たな制度がもたらされた。司教のヘルマン2世フォン・カッツェネルンボーゲンは教会組織の改革を行った。これによりヴァーデルスローは、ミュンスター聖マルティーニ教会の聖堂首席司祭管轄下の助祭長座教会となった。この頃に石造教会の建設も行われた。
中世の温暖期の後、14世紀に小さな寒冷期が訪れた。収穫は悪化し、ペストが住民の命を奪い、その後何世紀も繰り返し街や村を襲った。多くの農場が衰退し、貧困と飢餓が蔓延した。フェーデと戦争がその合間に起こった。領邦の境界に位置するヴァーデルスローは、軍隊の行軍で大きな不利益を被り、略奪や放火の脅迫を受けた。19世紀の初めにはミュンスターラントの大部分が救貧院と化していた。
こうした状況は、工業化と都市部人口密集地域の成立によって改善された。1898年に鉄道が建設されたことでベックムやリップシュタットに職場が創設された。しかしヴァーデルスローは1945年まで農業主体の村の1つであった。
1898年4月1日にベンテラー村がヴァーデルスローから独立し、新設された。
現在のヴァーデルスロー町は、1975年1月1日にそれまで独立した町村であったヴァーデルスロー、リースボルン（バート・ヴァルトリースボルンを除く）、ディーステッデから成立した。これらの町村はそれまで1975年に廃止されたアムト・ヴァーデルスローに属していた。

## 行政

### 議会
ヴァーデルスローの町議会は、32議席で構成されている。

### 姉妹自治体
- マルシラ＝アン＝コンブライユ（フランス語版、英語版）（フランス、アリエ県）
- ネリ＝レ＝バン（フランス語版、英語版）（フランス、アリエ県）
- ファウルンゲン（ドイツ、テューリンゲン州、ジュートアイヒスフェルトの地区）

## 文化と見所

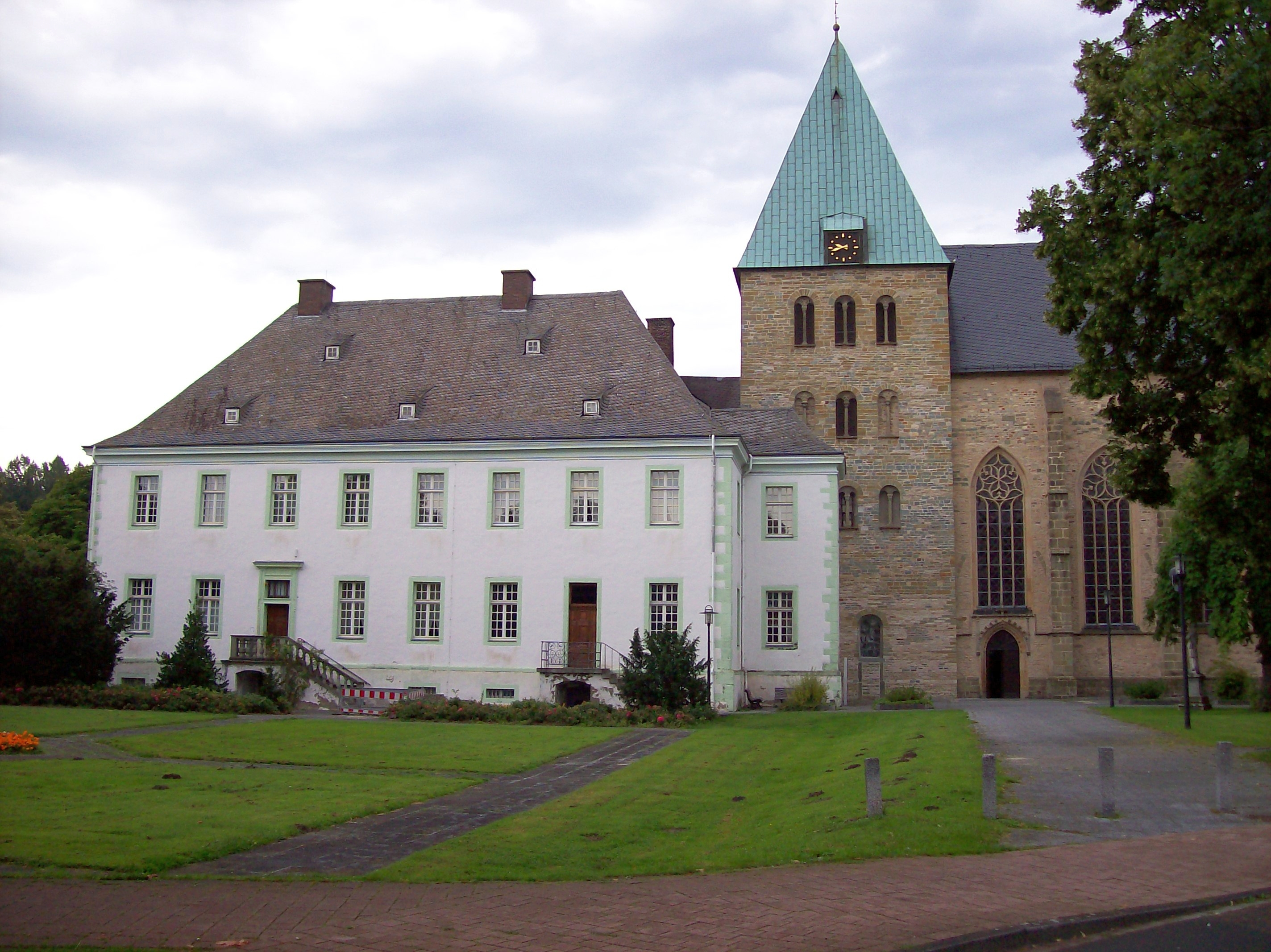
リースボルン修道院

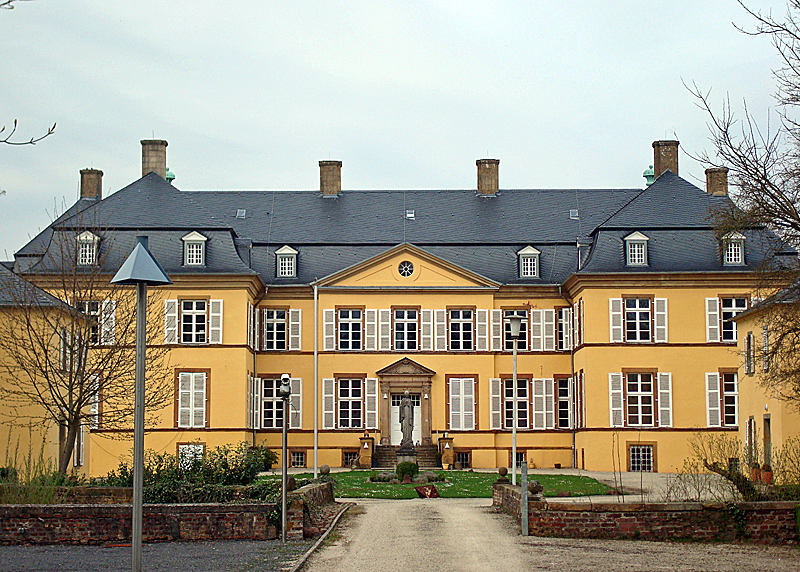
クラッセンシュタイン城

### 建築
この町には保護文化財に指定されているヴァーデルスロー聖マルガレータ教会、リースボルンのリースボルン修道院、ディーステッデの水城クラッセンシュタイン城がある。

## 経済と社会資本

### 経済
ヴァーデルスローの世界的に有名な製品が赤いグロリア消火器である。ヴァーデルスローに本社を構えるグロリア GmbH は、ヨーロッパ最大の消火器メーカーである。また、書庫システム（パッシェン書庫）を製造しているパッシェン & カンパニー社、ゲッデ＝ベートン＝リースボルン（GBL、セメント製造）、ラウケッター圧力ガス社も国境を超えて知られている。ヴェスターク & ゲタリット AG はレーダ＝ヴィーデンブリュックに本社を置いているがヴァーデルスローに最大の分工場を有している。

### メディア
ヴァーダースローには固有のラジオ放送局があった。ラジオ・ヴァーデルスローはインターネットで配信され、ヴァーデルスローの若者によって構成されていた。このプロジェクトは2010年3月から開始され、2015年6月に終了した。プログラムは他のラジオ放送局とは異なり24時間のフルプログラムではなく、決まった時刻だけ自前の放送スタジオからライブ配信されていた。ライブ放送でない場合は、バンドによる音楽演奏が行われた。

## 人物

### ゆかりの人物
- リタ・ジュスムート（ドイツ語版、英語版）（1937年 - ）政治家。ヴァーデルスローで育った。